# 额尔格图镇
额尔格图镇，是中华人民共和国内蒙古自治区兴安盟科尔沁右翼前旗下辖的一个乡镇级行政单位。

## 行政区划
额尔格图镇下辖以下地区：
白音浩特社区、白音浩特嘎查、好田嘎查、兴隆嘎查、北安嘎查、兴牧嘎查、六合嘎查、古恩嘎查、图门嘎查、苏木吐嘎查、额尔敦嘎查、白音塔拉嘎查、努布企嘎查、扎格斯台嘎查、新艾里嘎查和额尔格图林场生活区。